# Hydraecia fuscata
Hydraecia fuscata là một loài bướm đêm trong họ Noctuidae.